# Nicholas Tamsin
Nicholas Tamsin (Brugge, 10 december 1989) is een Belgisch voormalig voetballer die als verdediger speelde.

## Carrière
Tamsin doorliep de jeugdreeksen van FC De Barms Sijsele en Cercle Brugge. Hij klopte in 2008 aan de poort van eerste klasse bij Cercle, maar was niet klaar voor de hoogste klasse en tekende bij tweedeklasser KV Turnhout. In de zomer van 2010 kon hij dan tóch aan de slag in eerste klasse: Zulte Waregem bood hem een contract van twee jaar aan.
Tamsin maakte op 23 oktober 2010 z'n debuut in Eerste klasse: hij viel tegen Lierse SK tijdens de rust in voor Steve Colpaert. Na één seizoen in de Jupiler Pro League stapte hij over naar de ambitieuze tweedeklasser Waasland-Beveren, maar die ruilde hij al na zes maanden in voor derdeklasser KVV Coxyde. Bij de kustploeg bleef hij 4,5 seizoenen spelen. Na de degradatie uit Tweede klasse stapte hij over naar Knokke FC, een andere kustclub. Later speelde hij ook nog voor KVC Winkel Sport en KFC Mandel United. In 2022 maakte hij nog de overstap naar Eendracht Wervik, maar daar kon hij door een kraakbeenletsel aan de enkel niet meer spelen, waarna hij een punt achter zijn spelerscarrière zette.

## Spelerscarrière
| seizoen | club              | land   | competitie        | wed. | goals |
| ------- | ----------------- | ------ | ----------------- | ---- | ----- |
| 2008/09 | KV Turnhout       | België | Tweede klasse     | ?    | ?     |
| 2009/10 | KV Turnhout       | België | Tweede klasse     | 28   | 1     |
| 2010/11 | Zulte Waregem     | België | Eerste klasse     | 9    | 0     |
| 2011/12 | Waasland-Beveren  | België | Tweede klasse     | 1    | 0     |
| 2011/12 | KVV Coxyde        | België | Derde klasse      | ?    | ?     |
| 2012/13 | KVV Coxyde        | België | Derde klasse      | ?    | ?     |
| 2013/14 | KVV Coxyde        | België | Derde klasse      | ?    | ?     |
| 2014/15 | KVV Coxyde        | België | Derde klasse      | ?    | ?     |
| 2015/16 | KVV Coxyde        | België | Tweede klasse     | 30   | 1     |
| 2016/17 | Knokke FC         | België | Tweede klasse am. | ?    | ?     |
| 2017/18 | KVC Winkel Sport  | België | Tweede klasse am. | ?    | ?     |
| 2018/19 | KFC Mandel United | België | Tweede klasse am. | ?    | ?     |
| 2019/20 | KFC Mandel United | België | Tweede klasse am. | ?    | ?     |
| 2020/21 | KFC Mandel United | België | Eerste nat.       | ?    | ?     |
| 2021/22 | KFC Mandel United | België | Eerste nat.       | ?    | ?     |
|         |                   |        | Totaal            | 68   | 2     |

Laatst bijgewerkt: 02-04-19